# 제천군·단양군 (1963년 선거구)
제천군·단양군은 대한민국의 옛 국회의원 선거구이다. 당시 충청북도 제천군과 단양군 지역을 관할했다.

## 역사
제6대 국회의원 선거를 앞두고 제천군 선거구와 단양군 선거구가 통합되면서 신설되었다.
제9대 국회의원 선거를 앞두고 충주시·중원군 선거구와 통합되면서 충주시·중원군·제천군·단양군 선거구를 이루게 되면서 폐지되었다.

## 역대 국회의원
| 선거   | 정당 | 정당       | 의원   |
| ------ | ---- | ---------- | ------ |
| 1963년 |      | 민주공화당 | 김종무 |
| 1967년 |      | 민주공화당 | 김유택 |
| 1971년 |      | 민주공화당 | 이해원 |

## 역대 선거 결과

### 대한민국 제6대 국회의원 선거
|  | 40.24% |

|  | 29.78% |

|  | 7.55% |

|  | 6.34% |

|  | 5.93% |

|  | 4.88% |

|  | 2.82% |

|  | 2.42% |

### 대한민국 제7대 국회의원 선거
|  | 70.41% |

|  | 25.03% |

|  | 1.82% |

|  | 1.61% |

|  | 1.11% |

### 대한민국 제8대 국회의원 선거
|  | 48.33% |

|  | 27.19% |

|  | 23.02% |

|  | 1.43% |